# Geacetyleerd hout

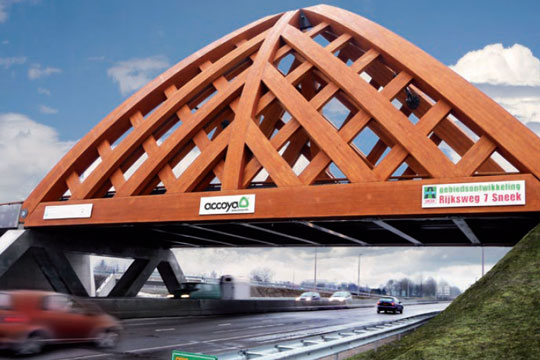
Houten viaduct, het Krúsrak, over de A7 bij Sneek

Geacetyleerd hout is chemisch bewerkt hout, verkregen door acetylering. Het wordt hierbij chemisch verduurzaamd met azijnzuuranhydride, bij hogere temperatuur en druk. Hierdoor veranderen de eigenschappen van het hout; het neemt geen vocht meer op, zodat het veel stabieler is en veel langer meegaat.

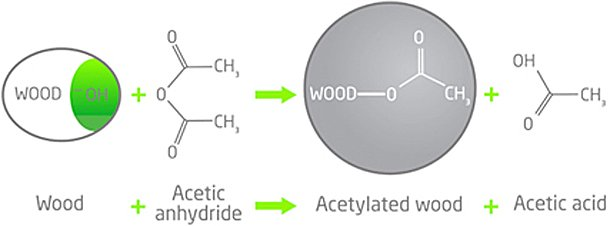

## Chemische achtergrond
De eerste beschrijving van het acetyleren van hout is het artikel van Fuchs.  Bij acetylering worden hydroxylgroepen in het hout vervangen door acetylgroepen, die chemisch gezien stabieler zijn en minder vocht aantrekken. Acetylgroepen komen van nature in het hout voor, alleen in geringe mate. Door het acetyleren nemen de celwanden minder vocht op. Daardoor krijgen schimmels minder kans om het hout aan te tasten, en krimpt en zwelt het slechts in geringe mate (het "werkt" veel minder).

## Stand van de techniek
De techniek is inmiddels uit de laboratoriumfase. In 2007 startte in Arnhem, bij Accsys, een productielocatie voor dit procedé. Het hier geacetyleerde hout wordt op de markt gebracht onder de merknaam Accoya. 
Door acetylering wordt het hout iets zwaarder en harder, terwijl het niet veel afneemt qua sterkte-eigenschappen (doordat het niet te veel verwarmd wordt). Ook neemt de isolatiewaarde iets toe doordat de houtcellen leeggespoeld worden, en dus meer lucht bevatten. 
In principe zijn meerdere houtsoorten geschikt voor dit proces, maar in de praktijk is dit slechts een beperkte selectie. Het hout moet om te beginnen goed bewerkbaar zijn en een redelijke minimum sterkte hebben. Verder moet het liefst snel groeien, geen kernhout vormen, gecertificeerd verkrijgbaar zijn, en goed leverbaar zijn. Het gebruikte hout is vooral naaldhout, met name radiata pine (Pinus radiata), waarvan grote plantages zijn op diverse continenten. 
Geacetyleerde houtvezels worden verwerkt in mdf, op de markt gebracht onder de merknaam Tricoya.

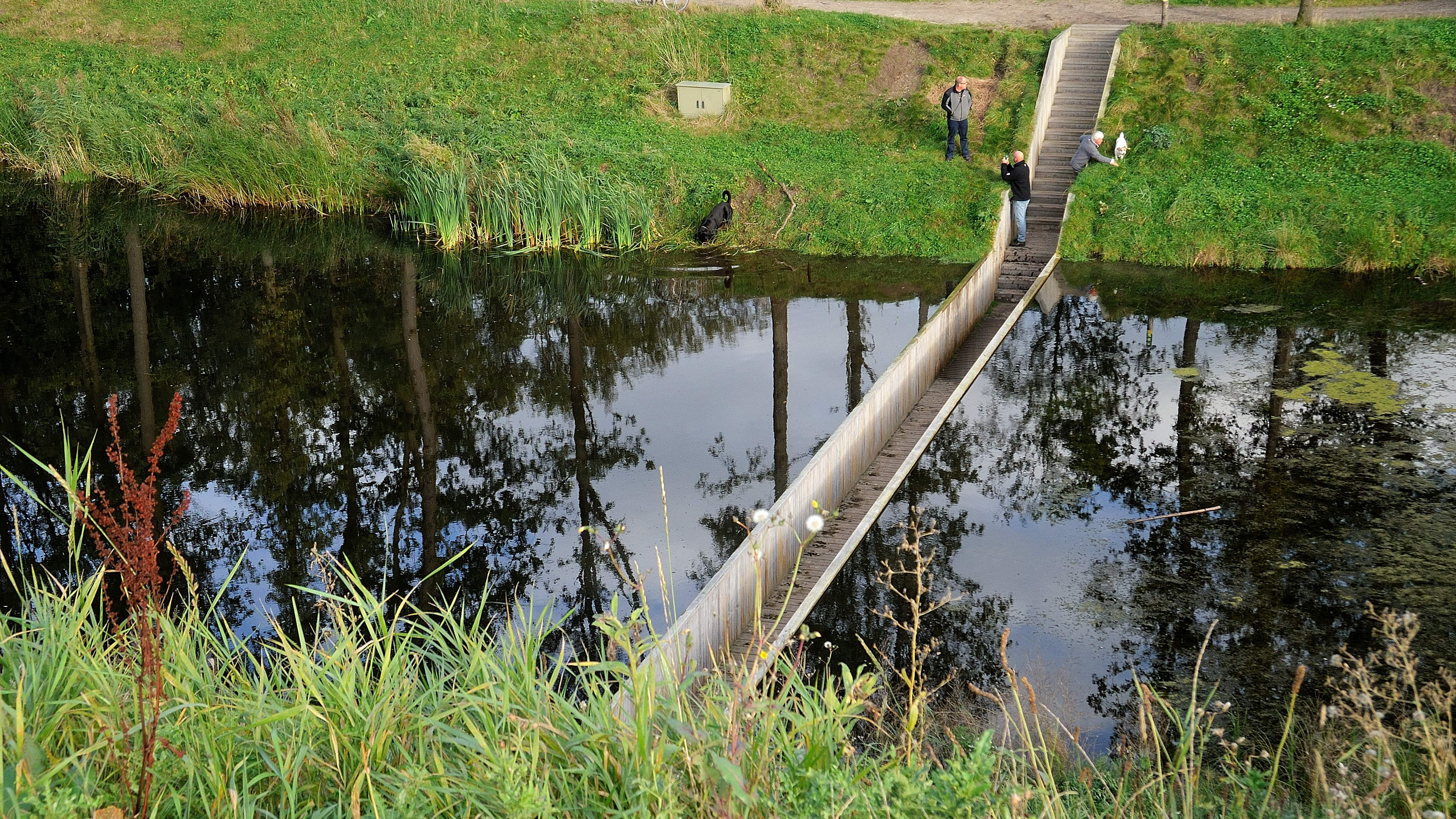
De Mozesbrug bij Fort de Roovere

## Toepassing in Nederland
Geacetyleerd hout wordt gebruikt in onder andere kozijnen, ramen, deuren, terrassen en gevels. Daarnaast is geacetyleerd hout gebruikt voor twee viaducten over de A7 bij Sneek. Het eerste viaduct, het Krúsrak is in december 2008 opgeleverd en het Dúvelsrak in 2010. Het grootste viaduct is 20 meter hoog en 40 meter lang.
Ook bij de bouw van de "loopgraafbrug" uit 2010, ook bekend als "Mozesbrug", in Fort De Roovere bij Halsteren is gebruikgemaakt van geacetyleerd hout. Het gaat hier om de zijkanten van de brug, die continu met water in contact staan.